# Orquesta de Cámara Portuguesa
La Orquesta de Cámara Portuguesa  (en portugués: Orquestra de Câmara Portuguesa, OCP) es una orquesta de cámara portuguesa con sede en Oeiras, Portugal que fue fundada el 5 de julio de 2007. 
Su primera presentación en público tuvo lugar el 13 de septiembre de 2007 en el concierto inaugural de la temporada 2007/2008 del Centro Cultural de Belém (CCB) en Lisboa. El programa de este primer concierto fue el siguiente: Obertura de Der Schauspieldirektor KV 486 de Mozart; Sinfonía n.º 6 D 589 en do mayor de Schubert; Suite del ballet Pulcinella de Stravinsky. 

## Historia
El director artístico de la Orquesta de Cámara Portuguesa es Pedro Carneiro, quien tiene como propósito potenciar y difundir el talento de los músicos jóvenes portugueses.  El Centro Cultural de Belém (CCB) acogió a la OCP, primero como orquesta asociada, y más tarde en 2008, como orquesta residente. La OCP fue la encargada de realizar el concierto inaugural de las temporadas CCB 2007/08 e 2010/11. Su presencia anual en los “Días de la Música de Belém” (festival que se realiza anualmente en el CCB) ha permitido la proyección de nuevos solistas y directores, como Pedro Amaral, Pedro Neves, Luís Carvalho, Alberto Roque y José Gomes. La OCP trabajó con los compositores Emmanuel Nunes y Sofia Gubaidulina, y tocó con solistas internacionales como Jorge Moyano, Cristina Ortiz, Sergio Tiempo, Gary Hoffman, Filipe-Pinto Ribeiro, Carlos Alves, Heinrich Schiff, António Rosado… entre otros.
La proyección internacional de la orquesta sucedió en 2010, en el “City of London Festival”, recibiendo 4 estrellas en la crítica del The Times:

“El 2º Concierto para Piano de Chopin por Cristina Ortiz y la Orquesta de Cámara Portuguesa, se escuchó lleno de carácter (…) así como la 1ª Sinfonía de Beethoven , un viaje en montaña rusa que transbordaba adrenalina, bajo la dirección resplandeciente de Pedro Carneiro”.
 —The Times 23 Jun 2010 

La OCP abrió el 1º “Festival de las Artes de Coímbra” y ya se presentó en ciudades como Almada, Castelo Branco, Vila Viçosa, en los festivales de Alcobaza, Leiría y Paços de Brandão, y en los conciertos de Navidad de Lisboa y el Festival “Al Largo” del Teatro Nacional de São Carlos, TNSC.

## Proyecto social
La OCP tiene como objetivo llegar a ser una de las mejores orquestas del mundo, afirmándose como un proyecto con credibilidad y pertinencia social y cultural, que nace de una acción genuina de ciudadanía activa. La OCP lleva a cabo varios proyectos sociales: Mi amigo toca en la OCP, la OCPsolidaria, la OCPzero y la OCPdois.

## Apoyos
La Linklaters Portugal es el primer patrocinador privado de la OCP, la cual apoyó el lanzamiento de la OCPzero en 2010. La OCPzero está formada por estudiantes de música de todo el país, siendo considerada un preámbulo para la construcción de una orquesta de jóvenes portugueses. En este sentido, la “European Federation of National Youth Orchestras”, con sede en Viena (Austria) acogió como miembro a la OCPzero, en candidatura aprobada por unanimidad en la Asamblea General de mayo de 2013, realizada en Bucarest.
A finales de 2012, la Fundación Calouste Gulbenkian se asoció a la OCP, patrocinando el proyecto OCPsolidária en la “Cercioeiras”. El programa comenzó como iniciativa de la OCP en régimen de voluntariado, ofrecido a la “Cercioeiras” en 2009. Actualmente con el apoyo de la Fundación, se inició en febrero de 2013 una nueva fase, donde se establece un programa profundo y sistemático para los próximos tres años.
En el ámbito de las asociaciones del sector, la consultora Everis Portugal SA se juntó a la OCP en 2010, para el desarrollo de un plan estratégico de gestión y apoyo para la creación de la nueva página de internet de la orquesta. En 2013, la PwC es elegida auditora de la OCP y el Municipio de Oeiras se asocia institucionalmente a la orquesta al ceder el espacio de una antigua escuela primaria de Algés, como instalación para la sede de la OCP.